# Стенфорд (Кентуккі)
Стенфорд (англ. Stanford) — місто (англ. city) в США, в окрузі Лінкольн штату Кентуккі. Населення — 3640 осіб (2020).

## Географія
Стенфорд розташований за координатами 37°32′3″ пн. ш. 84°39′54″ зх. д. / 37.53417° пн. ш. 84.66500° зх. д. (37.534118, -84.665024). За даними Бюро перепису населення США в 2010 році місто мало площу 8,03 км², з яких 7,97 км² — суходіл та 0,07 км² — водойми. В 2017 році площа становила 10,73 км², з яких 10,63 км² — суходіл та 0,09 км² — водойми.

## Демографія
Згідно з переписом 2010 року, у місті мешкало 3487 осіб у 1418 домогосподарствах у складі 897 родин. Густота населення становила 434 особи/км². Було 1543 помешкання (192/км²).
Расовий склад населення:
| - 89,8 % — білих - 7,3 % — чорних або афроамериканців - 0,5 % — азіатів - 0,2 % — корінних американців |

До двох чи більше рас належало 1,4 %. Частка іспаномовних становила 1,8 % від усіх жителів.
За віковим діапазоном населення розподілялося таким чином: 22,7 % — особи молодші 18 років, 58,9 % — особи у віці 18—64 років, 18,4 % — особи у віці 65 років та старші. Медіана віку мешканця становила 40,5 року. На 100 осіб жіночої статі у місті припадало 87,3 чоловіків; на 100 жінок у віці від 18 років та старших — 81,3 чоловіків також старших 18 років.
Середній дохід на одне домашнє господарство становив 35 410 доларів США (медіана — 21 875), а середній дохід на одну сім'ю — 43 118 доларів (медіана — 36 660). Медіана доходів становила 31 645 доларів для чоловіків та 31 964 долари для жінок. За межею бідності перебувало 32,3 % осіб, у тому числі 45,7 % дітей у віці до 18 років та 15,7 % осіб у віці 65 років та старших.
Цивільне працевлаштоване населення становило 1100 осіб. Основні галузі зайнятості: освіта, охорона здоров'я та соціальна допомога — 26,2 %, виробництво — 20,4 %, науковці, спеціалісти, менеджери — 8,1 %, інформація — 7,0 %.